# Jules Dulong
Pour les articles homonymes, voir Dulong.
Jules Athanase Dulong, né le 14 septembre 1796 à Paris, où il est mort le 14 février 1864, est un auteur dramatique français.

## Biographie
Ses pièces ont été représentées sur les plus grandes scènes parisiennes : Théâtre de l'ambigu-comique, Théâtre du Vaudeville, Théâtre de la Gaîté, etc.
Maire de Saint-Jean-de-Braye de 1830 à 1846, membre de la commission d'examen de la censure à la Société des auteurs dramatiques, il est fait chevalier de la Légion d'honneur en 1853 .
Par son rôle en commission d'examen comme agent général de la Société des auteurs dramatiques, il existe de nombreuses lettres d'écrivains (Alexandre Dumas, Théophile Gautier, Auguste Maquet, Eugène Sue...), qui lui ont été destinées.
Il meurt en fonction comme maire de Nanterre en 1864.

## Œuvres
- Les Hussards dans l'étude, folie-vaudeville en 1 acte, avec Villemot et Valory, 1823
- Le Vendredi d'un usurier, comédie en 1 acte, avec Villemot, 1823
- Le Plâtrier, ou la Double accusation, mélodrame en 2 actes, avec Saint-Amand, 1824
- La Prise de Tarifa, mélodrame militaire, historique, à grand spectacle, 1824
- Le Flâneur, comédie-vaudeville en 1 acte, avec Henri Villemot, 1825
- Le Rival en l'air, vaudeville en 1 acte, 1825
- Les Ruines de la Granca, mélodrame en 3 actes, imité de l'allemand, avec Saint-Amand, 1825
- Finette, ou l'Adroite princesse, folie-féerie mêlée de couplets, tirée des contes de Charles Perrault, avec Paul Auguste Gombault et Eugène Hyacinthe Laffillard, 1827
- Bisson, ou l'Enseigne et le pilote, fait historique en 2 actes et 3 tableaux, avec Saint-Amand, Charles Mourier (sous le pseudonyme de Valory), 1828
- Desrues, mélodrame en 3 actes, à spectacle, avec Léopold Chandezon et Saint-Amand, 1828
- La Muse du boulevard, songe en 2 époques, avec prologue et épilogue, mêlé de chants, avec Saint-Amand et Chandezon, 1828
- La Famille corse, drame en 1 acte, 1829
- Brun et blond, comédie en 1 acte, avec Saint-Amand, 1829
- Le Futur de toutes les femmes, comédie en 1 acte, avec Valory, 1829
- Le Voile bleu, folie-vaudeville en 1 acte, avec Michel-Nicolas Balisson de Rougemont et Chandezon, 1829
- Péblo ou Le jardinier de Valence, mélodrame en 3 actes, à grand spectacle, avec Saint-Amand, 1830